# Águas Formosas
Águas Formosas là một đô thị thuộc bang Minas Gerais, Brasil. Đô thị này có diện tích 817,727 km², dân số năm 2007 là 18518 người, mật độ 22,5 người/km².